# Itaituba pitanga
Itaituba pitanga är en skalbaggsart som beskrevs av Maria Helena M. Galileo och Martins 1991. Itaituba pitanga ingår i släktet Itaituba och familjen långhorningar. Inga underarter finns listade i Catalogue of Life.